# Kabinet-Persson
Het kabinet–Persson was de regering van het Koninkrijk Zweden van 22 maart 1996 tot 6 oktober 2006. Het kabinet werd gevormd door de politieke partij Sveriges Socialdemokratiska Arbetareparti (SAP) na het aftreden van premier Ingvar Carlsson waarna minister van Financiën Göran Persson zijn partijgenoot opvolgde als partijleider en premier.

## Kabinet–Persson (1996–2006)
| Ambtsbekleder                     | Ambtsbekleder       | Ambtsbekleder              | Functie(s)                                    | Ambtstermijn    | Ambtstermijn      | Partij(en) |
| --------------------------------- | ------------------- | -------------------------- | --------------------------------------------- | --------------- | ----------------- | ---------- |
|                                   | Göran Persson       | Göran Persson (1949)       | Premier                                       | 22 maart 1996   | 6 oktober 2006    | SAP        |
|                                   |                     | Lena Hjelm- Wallén (1943)  | Vicepremier                                   | 22 maart 1996   | 20 oktober 2002   | SAP        |
| Minister van Buitenlandse Zaken   | 7 oktober 1994      | Lena Hjelm- Wallén (1943)  | 6 oktober 1998                                |                 |                   | SAP        |
|                                   | Anders Sundström    | Anders Sundström (1952)    | Minister van Binnenlandse Zaken               | 22 maart 1996   | 6 oktober 1998    | SAP        |
| Minister van Economische Zaken    | Anders Sundström    | Anders Sundström (1952)    |                                               | 22 maart 1996   | 6 oktober 1998    | SAP        |
|                                   | Erik Åsbrink        | Erik Åsbrink (1947)        | Minister van Financiën                        | 22 maart 1996   | 12 april 1999     | SAP        |
|                                   | Laila Freivalds     | Laila Freivalds (1942)     | Minister van Justitie                         | 7 oktober 1994  | 20 september 2000 | SAP        |
|                                   | Thage Peterson      | Thage Peterson (1933)      | Minister van Defensie                         | 7 oktober 1994  | 1 februari 1997   | SAP        |
|                                   | Björn von Sydow     | Björn von Sydow (1945)     | Minister van Defensie                         | 1 februari 1997 | 30 september 2002 | SAP        |
|                                   | Margot Wallström    | Margot Wallström (1954)    | Minister van Volksgezondheid en Sociale Zaken | 22 maart 1996   | 6 oktober 1998    | SAP        |
|                                   | Margareta Winberg   | Margareta Winberg (1947)   | Minister van Arbeid                           | 22 maart 1996   | 6 oktober 1998    | SAP        |
| Minister voor Noorse Samenwerking | Margareta Winberg   | Margareta Winberg (1947)   |                                               | 22 maart 1996   | 6 oktober 1998    | SAP        |
|                                   | Carl Tham           | Carl Tham (1939)           | Minister van Onderwijs                        | 7 oktober 1994  | 6 oktober 1998    | SAP        |
|                                   | Ines Uusmann        | Ines Uusmann (1948)        | Minister van Transport                        | 7 oktober 1994  | 6 oktober 1998    | SAP        |
|                                   | Thomas Östros       | Thomas Östros (1965)       | Minister van Volkshuisvesting                 | 22 maart 1996   | 6 oktober 1998    | SAP        |
| Minister voor Belastingen         | Thomas Östros       | Thomas Östros (1965)       |                                               | 22 maart 1996   | 6 oktober 1998    | SAP        |
|                                   |                     | Annika Åhnberg (1949)      | Minister van Landbouw                         | 22 maart 1996   | 6 oktober 1998    | SAP        |
|                                   | Anna Lindh          | Anna Lindh (1957–2003)     | Minister van Milieu en Klimaat                | 7 oktober 1994  | 6 oktober 1998    | SAP        |
|                                   | Marita Ulvskog      | Marita Ulvskog (1951)      | Minister van Cultuur                          | 22 maart 1996   | 14 september 2004 | SAP        |
| Ministers zonder portefeuille     |                     |                            |                                               |                 |                   |            |
| Ambtsbekleder                     | Ambtsbekleder       | Ambtsbekleder              | Functie(s)                                    | Ambtstermijn    | Ambtstermijn      | Partij(en) |
|                                   |                     | Jörgen Andersson (1946)    | Minister voor Administratieve Zaken           | 22 maart 1996   | 6 oktober 1998    | SAP        |
|                                   | Leif Pagrotsky      | Leif Pagrotsky (1951)      | Minister voor Regeringsbeleid                 | 22 maart 1996   | 1 februari 1997   | SAP        |
|                                   | Thage Peterson      | Thage Peterson (1933)      | Minister voor Regeringsbeleid                 | 1 februari 1997 | 6 oktober 1998    | SAP        |
|                                   | Björn von Sydow     | Björn von Sydow (1945)     | Minister voor Buitenlandse Handel             | 22 maart 1996   | 1 februari 1997   | SAP        |
|                                   | Leif Pagrotsky      | Leif Pagrotsky (1951)      | Minister voor Buitenlandse Handel             | 1 februari 1997 | 1 november 2004   | SAP        |
|                                   | Pierre Schori       | Pierre Schori (1938)       | Minister voor Ontwikkelings- samenwerking     | 7 oktober 1994  | 15 september 1999 | SAP        |
| Minister voor Migratie            | Pierre Schori       | Pierre Schori (1938)       | 22 maart 1996                                 |                 | 15 september 1999 | SAP        |
|                                   | Maj-Inger Klingvall | Maj-Inger Klingvall (1946) | Minister voor Sociale Zekerheid               | 22 maart 1996   | 15 september 1999 | SAP        |
|                                   |                     | Ylva Johansson (1964)      | Minister voor Voortgezet Onderwijs            | 7 oktober 1994  | 6 oktober 1998    | SAP        |